# Michael Georg Conrad

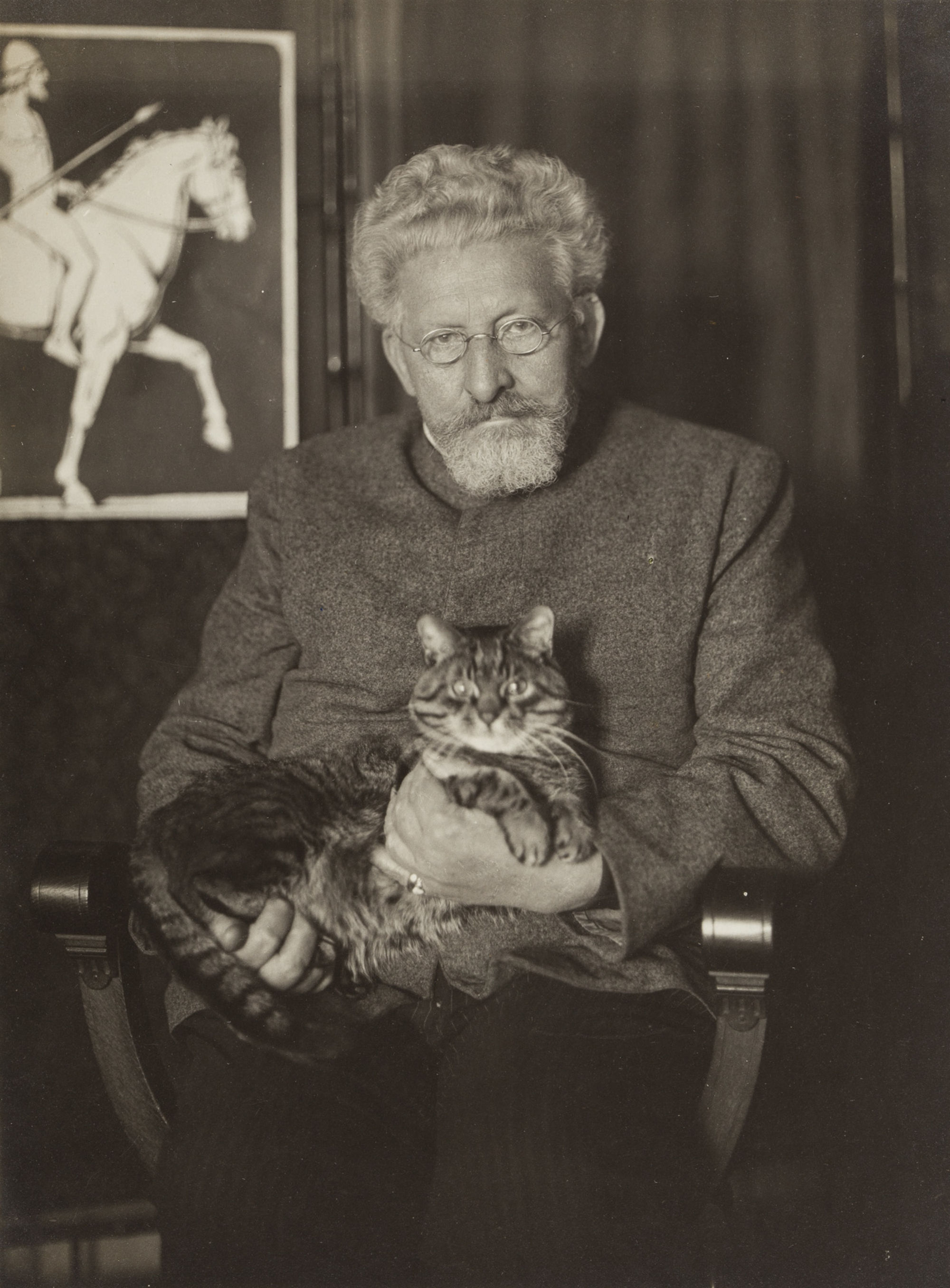
Michael Georg Conrad und Katze (undatierte Aufnahme)

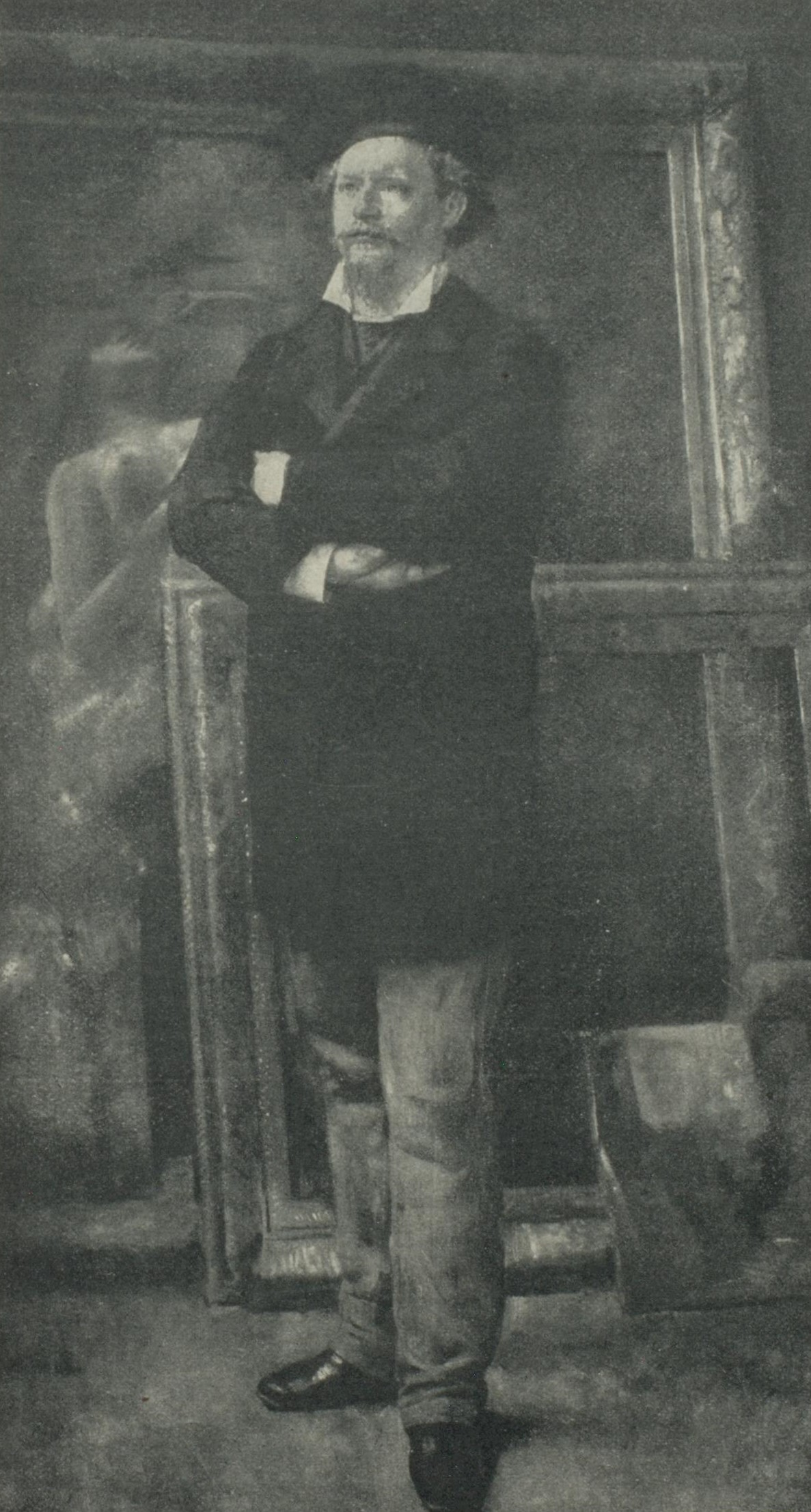
Hans Heyerdahl: Michael Georg Conrad

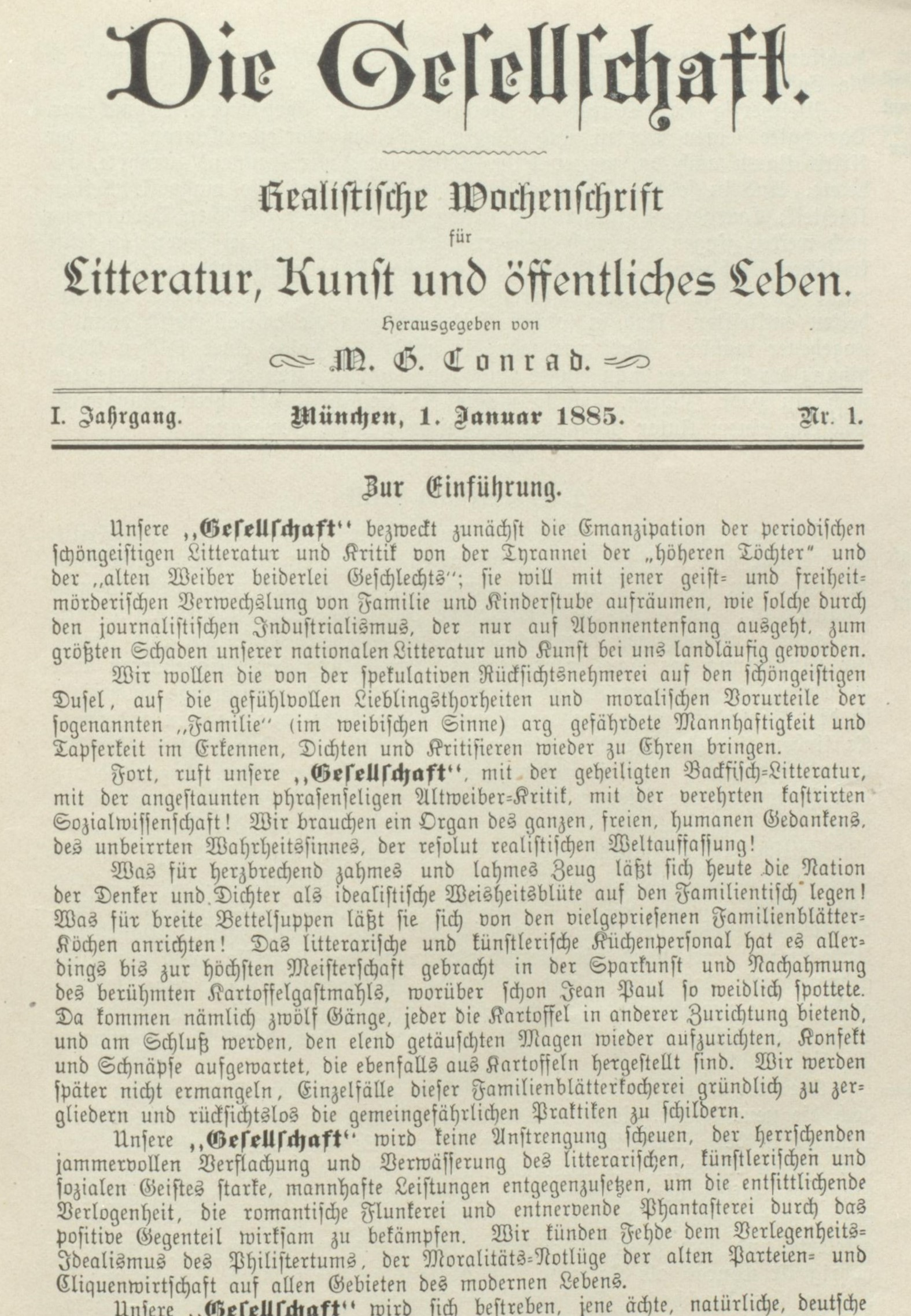
Die Gesellschaft Erstausgabe

Michael Georg Conrad (* 5. April 1846 in Gnodstadt/Unterfranken; † 20. Dezember 1927 in München) war ein deutscher Schriftsteller des Naturalismus.

## Leben
Conrad war der älteste Sohn eines Landwirtes aus Gnodstadt (heute Ortsteil von Marktbreit) in der Nähe von Ochsenfurt. Er besuchte  das Lehrerseminar in Altdorf bei Nürnberg, um Pädagogik zu studieren. Später kamen noch die Fächer Philosophie und Moderne Philologie hinzu. Conrad wechselte später an die Universitäten von Genf, Neapel und Paris. Sein Studium schloss er 1868 mit einer Promotion zum Dr. phil ab.
Noch im selben Jahr ging er für zwei Jahre nach Genf, um dort als Lehrer an der deutsch-lutherischen Schule zu unterrichten. Dort wurde er im Februar 1870 in die Freimaurerloge L'union des coeurs aufgenommen. 1870/71 verpflichtete er sich nach Italien, wo er bis 1878 lebte. Auch dort war er u. a. als Mitgründer und Meister vom Stuhl der deutschsprachigen Loge Pestalozzi freimaurerisch tätig. 1878 wechselte er nach Paris, wo er fünf Jahre blieb und am Institut Polyglotte als Dozent tätig war. Das letzte Jahr seines Frankreich-Aufenthalts arbeitete er meistens im Pariser Büro der Frankfurter Zeitung.
1883 erfolgte der Umzug nach München. Hier avancierte Conrad sehr bald zu einer zentralen Figur der naturalistischen Bewegung. So gründete er 1885 die Zeitschrift Die Gesellschaft. 1891 wurde Conrad in den Vorstand der von Julius Schaumberger konzipierten Gesellschaft für modernes Leben gewählt. Damit war er für die Vereinszeitung Moderne Blätter und für die Freie Bühne mit verantwortlich. Dies ergänzte seine Herausgabe der Gesellschaft, in der er in zahlreichen Essays, Leitartikeln und Rezensionen  vor allem für eine im Sinne des Realismus und Naturalismus erneuerte deutsche Literatur, aber auch Gesellschaft, eintrat. Er war der Förderer verschiedener Künstler, wozu auch Otto Julius Bierbaum gehörte, die beide lebenslang verbunden blieben.
Er stand dem Maler und Lebensreformer Karl Wilhelm Diefenbach nahe, für den er sich mehrfach lebhaft einsetzte, und unterstützte auch dessen zeitweiligen Adepten Gustav Arthur (Gusto) Gräser, den Mitbegründer der Aussteiger-Siedlung Monte Verità bei Ascona.
M. G. Conrad verwendete öfter ein Pseudonym: Arthur Feldmann, Hans Frank, Fritz Hammer, Ignotus, Erich Stahl, Erwin Sturm und Vult.
1887 heiratete Conrad in zweiter Ehe die Münchner Hofschauspielerin und Schriftstellerin Marie Ramlo, welche auch unter dem Namen Marie Conrad-Ramlo veröffentlichte.
In den Jahren 1893 bis 1898 gehörte er als Abgeordneter des Wahlkreises Mittelfranken 3 (Ansbach, Schwabach) für die Deutsche Volkspartei dem deutschen Reichstag an.
Im Alter von 81 Jahren starb Michael Georg Conrad am 20. Dezember 1927 in München. Seine Grabstätte befindet sich auf dem Friedhof von Gnodstadt.

## Werke

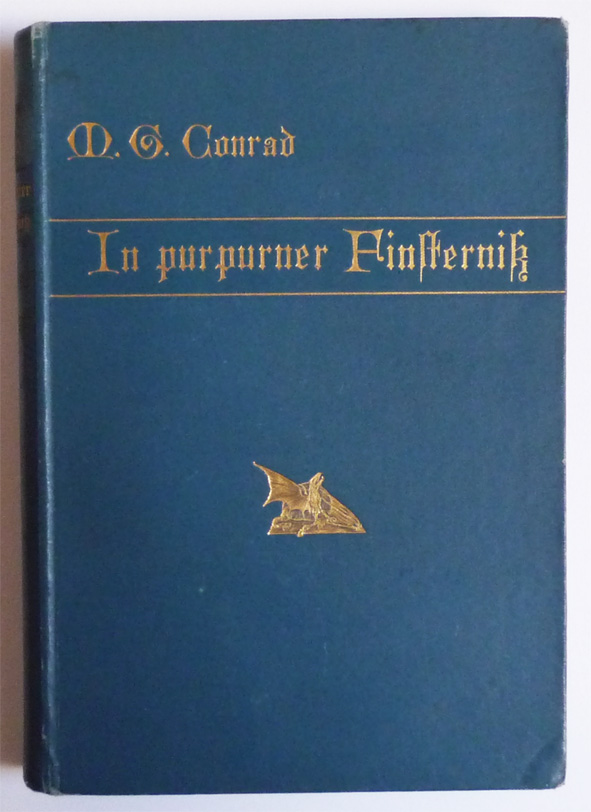
Originalausgabe, Verein für freies Schriftthum, Berlin 1895

- Zur Volksbildungsfrage im deutschen Reich. Freie pädagogisch-sociale Studien und Reformvorschläge zur Förderung der Erziehungswissenschaften und Aufklärung des Volkes. 1871.
- Die Loge im Kulturkampf. 1875.
- Humanitas! Kritische Betrachtungen über Christenthum, Wunder und Kernlied.. Zürich, Verlags-Magazin, 1875.
- „Mehr Licht“. Kritische Betrachtungen über die Freimaurerei. 1877.
- Die religiöse Krisis. Aus dem Italienischen übersetzt, eingeleitet und glossirt von M.G. Conrad. S. Schottlaender, Breslau 1878.
- Die letzten Päpste. Ketzerbriefe aus Rom. 2. Auflage. S. Schottlaender, Breslau 1878. Neuausgaben: Die letzten Päpste. Ketzerbriefe aus Rom. Mit einer Einleitung von Kurt Eggers. Nordland-Verlag, Berlin 1941. Die Letzten Päpste. Ketzerbriefe Aus Rom. Nabu-Press, 2010 (insbesondere zu Pius IX.).
- Die Musik im heutigen Italien. 1879.
- Parisiana. Plaudereien über die neueste Literatur und Kunst der Franzosen. 1880.
- Flammen! Für freie Geister. 1882.
- Lutetias Töchter. Erzählung, 1883.
- Schlechte Gesellschaft. Realistische Novellen, 1885.
- Totentanz der Liebe; Münchener Novellen. 1885.
- Die Emanzipierten. Lustspiel, 1888.
- Was die Isar rauscht. Roman in drei Bänden, 1888.
  - 1. Was die Isar rauscht
  - 2. Die klugen Jungfrauen
  - 3. Die Beichte des Narren
- Pumpanella. Ein Buch für geistreiche Leute, die abseits gehen. 1889.
- Deutsche Weckrufe. 1890.
- Der Kampf ums Dasein der Literatur. 1890.
- Die Moderne. 1891.
- Letzte Wahrheiten. 1892.
- Bergfeuer. Evangelische Erzählungen. 1893.
- Ketzerblut. Sozialpolitische Stimmungen und kritische Abschlüsse. 1893.
- Raubzeug und andere Novellen. 1893.
- Die Sozialdemokratie und die Moderne. Essay. 1893.
- Begleitwort. In: Oskar Panizza: Der teutsche Michel und Der Römische Papst. Altes und Neues aus dem Kampfe des Teutschtums gegen römisch-wälsche Überlistung und Bevormundung in 666 Tesen und Zitaten. Wilhelm Friedrich, Leipzig 1894.
- Münchner Frühlingswunder. Roman. 1895.
- In purpurner Finsterniß. Roman. 1895.
- Der Übermensch in der Politik. Betrachtungen über die Reichs-Zustände am Ausgange des Jahrhunderts. 1895.
- Salve Regina. Lyrischer Cyklus. 1899.
- Von Emile Zola bis Gerhart Hauptmann. Autobiographie. 1902.
- Majestät: Ein Königsroman. 1902.
- Von Emile Zola bis Gerhart Hauptmann. Erinnerungen zur Geschichte der Moderne. 1902.
- Der Herrgott am Grenzstein. Fränkischer Dorfroman. 1904.
- Otto Julius Bierbaum zum Gedächtnis, 1912 (Herausg.: Conrad, Croissant-Rust, Brandenburg).
- Mit reinen Mitteln. Zeitgeschichtliche Betrachtungen, Artikel für Zeitschrift Der Ruf, 1927 (Online).

### Briefe
- Gerd-Hermann Susen (Hrsg.): Wilhelm Bölsche. Briefwechsel mit Autoren der Freien Bühne. Berlin: Weidler Buchverlag 2010 (Briefe und Kommentare), S. 621–633.
- Gerd-Hermann Susen (Hrsg.): „… denn alles Moderne ist mit uns gegangen“. Der Briefwechsel zwischen Hermann Bahr und Michael Georg Conrad. In: Tim Lörke, Gregor Streim, Robert Walter-Jochum (Hrsg.): Von den Rändern zur Moderne. Studien zur deutschsprachigen Literatur zwischen Jahrhundertwende und Zweitem Weltkrieg. Festschrift für Peter Sprengel zum 65. Geburtstag. Würzburg 2014, S. 27–61.

## Nachlass
Der schriftliche Nachlass von Michael Georg Conrad liegt im Literaturarchiv der Monacensia im Hildebrandhaus.